# Syntomus
Syntomus is een geslacht van kevers uit de familie van de loopkevers (Carabidae). De wetenschappelijke naam van het geslacht is voor het eerst geldig gepubliceerd in 1838 door Frederick William Hope.

## Soorten
Het geslacht Syntomus omvat de volgende soorten:
- Syntomus africanus Mateu, 1985
- Syntomus ai Barsevskis, 1993
- Syntomus americanus (Dejean, 1831)
- Syntomus andrewesi (Jedlicka, 1936)
- Syntomus arrowi (Jedlicka, 1936)
- Syntomus barbarus (Puel, 1938)
- Syntomus bedeli (Puel, 1924)
- Syntomus bifasciatus (Jedlicka, 1936)
- Syntomus bresi Verdier, Quezel & Rioux, 1951
- Syntomus brevipennis (Wollaston, 1864)
- Syntomus cymindulus (Bates, 1892)
- Syntomus dilutipes (Reitter, 1887)
- Syntomus eberti (Jedlicka, 1965)
- Syntomus elgonicus (Basilewsky, 1948)
- Syntomus erythreensis Mateu, 1985
- Syntomus foveatus (Geoffroy, 1785)
- Syntomus foveolatus (Dejean, 1831)
- Syntomus fuscomaculatus (Motschulsky, 1844)
- Syntomus grayii (Wollaston, 1867)
- Syntomus hastatus (Andrewes, 1931)
- Syntomus impar (Andrewes, 1930)
- Syntomus impressus (Dejean, 1825)
- Syntomus inaequalis (Wollaston, 1863)
- Syntomus jaechi Kirschenhofer, 1988
- Syntomus javanus (Andrewes, 1937)
- Syntomus lancerotensis (Wollaston, 1864)
- Syntomus lateralis (Motschulsky, 1855)
- Syntomus leleupi Mateu, 1980
- Syntomus lundbladi (Jeannel, 1938)
- Syntomus maculatus (Jedlicka, 1936)
- Syntomus masaicus Mateu, 1968
- Syntomus michaelseni (Kuntzen, 1919)
- Syntomus mongolicus (Motschulsky, 1844)
- Syntomus montanus (Bedel, 1913)
- Syntomus monticola (Andrewes, 1923)
- Syntomus motschulskyi Iablokoff-Khnzorian, 1978
- Syntomus namanus (Kuntzen, 1919)
- Syntomus nepalensis (Jedlicka, 1964)
- Syntomus nitidulus (Piochard de la Brulerie, 1868)
- Syntomus obscuroguttatus (Duftschmid, 1812)
- Syntomus pallipes (Dejean, 1825)
- Syntomus paludicola (Gistel, 1857)
- Syntomus parallelus (Ballion, 1871)
- Syntomus philippinus (Jedlicka, 1936)
- Syntomus pubescens Mateu, 1986
- Syntomus quadripunctatus (Schmidt-Goebel, 1846)
- Syntomus rufulus Mateu, 1980
- Syntomus silensis (A.Fiori, 1899)
- Syntomus submaculatus (Wollaston, 1861)
- Syntomus subvittatus (Bates, 1892)
- Syntomus transvaalensis Mateu, 1980
- Syntomus truncatellus (Linne, 1761)
- Syntomus wutaishanicus Kirschenhofer, 1986
- Syntomus yemenita Mateu, 1986